# Martin Borch
Martin Borch, född 1 mars 1852 och död 8 februari 1937, var en dansk arkitekt. Han var far till Christen Borch.
Borch var en av de mest anlitade byggnadskonstnärerna i Danmark under början av 1900-talet. Han ägnade sig mycket åt kyrklig konst och uppförde bland annat Andreaskyrkan i Köpenhamn och utförde flera restaureringsarbeten. Bland hans övriga många byggnader märks provinsarkivet i Odense och Rigshospitalet i Köpenhamn. Borch innehade också en mängd offentliga förtroendeuppdrag inom sitt fack.

## Utmärkelser
- Eckersbergmedaljen,  1894[5][6]
- Riddare av Dannebrogorden,  1901[3]
- Förtjänstmedaljen i guld,  1910[3]
- Dannebrogsmännens hederstecken,  1916[3]

[Redigera Wikidata]